# Trichlorométhyle

Structure du groupe trichlorométhyle

En chimie, le groupe trichlorométhyle est un groupe fonctionnel dont la formule structurelle est -CCl3. Il s'agit un groupe méthyle (-CH3) dont tous les atomes d'hydrogène ont été remplacés par un atome de chlore. Les composés contenant ce groupe appartiennent à la classe des organochlorés.
Parmi les exemples notables de composés comportant ce groupe, on peut citer le trichlorométhane ou chloroforme (H–CCl3), le 1,1,1-trichloroéthane (H3C–CCl3), le chloral (HOC–CCl3), ou encore l'acide trichloroacétique ((HOOC–CCl3) et le trichlorure de benzyle.

## Propriétés
Avec ses trois atomes de chlore, le groupe trichlorométhyle a une bien plus forte électronégativité qu'un groupe méthyle classique, ce qui lui confère un important effet inductif attracteur (-I). Cet effet va tendre à polariser toujours plus les liaisons au sein des groupes acides, ce qui va accroître la force des acides trichlorométhylés par rapport à celle de leur analogues non substitués. Ainsi, l'acide trichloroacétique aura par exemple un pKA de 0,77 quand celui de l'acide acétique n'est que de 4,76,. 
À l'inverse, le groupe trichlorométhyle va avoir tendance à réduire la basicité des composés organiques, par exemple celle du trichloroéthanol (pkA de 12,5 contre environ 16 pour l'éthanol, faisant du trichloroéthanolate une base faible)